# Laquet de la Pourtère
Pour les articles homonymes, voir Laquette.
Le laquet de la Pourtère est un lac pyrénéen français situé administrativement dans la commune de Cauterets dans le département des Hautes-Pyrénées, dans le Lavedan en Occitanie.
Le lac a une superficie de 0,2 ha pour une altitude de 1 719 m, il atteint une profondeur de 1 m.

## Toponymie
En occitan, pourtère vient de porte mais signifie plus l'« entrée » d’un lieu-dit.

## Géographie
Le laquet de la Pourtère est un lac naturel situé dans l'enceinte du parc national des Pyrénées, dans la vallée du Marcadau.

### Topographie
| Lacs de l’Embarrat                    | Massif de Gaube       |                                                |
| La Cardinquère (Sommet Est) (2 409 m) | laquet de la Pourtère | Col de la Coste Ardoune (2 202 m) Lac de Gaube |
|                                       | La Huchole (2 492 m)  |                                                |

### Hydrographie
Alimenté par les eaux du ruisseau de Pouey Trénous, le lac a pour émissaire le gave du Marcadau.

## Protection environnementale
Le lac est situé dans le parc national des Pyrénées.

## Voies d'accès
Le laquet de la Pourtère est accessible depuis Cauterets en suivant un sentier le long du gave du Marcadau au départ du Pont d'Espagne en direction du refuge Wallon.